# 제1항공군 (일본군)
제1항공군은(第一航空軍 다이이치코쿠군[*])은 일본 제국 육군 항공대의 군이다. 통칭호는 "燕 쓰바메[*]→제비병단", 단대호는 "1FA".

## 역사
1942년 4월 13일, 육군성의 "軍令陸甲第31号→군령육갑 제13호"에 따라 편성되어, 연합국의 일본 본토 공습에 대응하기 위해 본부를 기후현에 잠깐 두었다가 도쿄 미야케자카(三宅坂)로 옮겼다.
1944년 7월에, 무사시노시 세이케이대학 본관으로 이사하였다.
1945년 4월 8일, 몰락 작전의 대책 계획인 결호 작전에 따라 제2, 5, 6항공군과 함께 항공총군의 지휘계통으로 전속하여 준비하다가, 종전을 맞이하였다.

## 조직

### 지휘부
사령관
1. 중장 야스다 다케오; 1942년 6월 1일
2. 중장 데라모토 구마이치; 1943년 5월 1일
3. 중장 이왕은; 1943년 7월 20일
4. 중장 야스다 다케오; 1945년 4월 1일

참모장
1. 소장 다조 노보루; 1942년 6월 1일
2. 소장 요시다 기하치로; 1943년 5월 1일
3. 소장 사토 마사이치; 1944년 3월 28일
4. 소장 하라다 사다노리; 1945년 6월 1일

### 부대
마지막 편성
- 제10비행사단
  - 비행 제18전대
  - 비행 제23전대
  - 비행 제53전대
  - 비행 제70전대
- 제5비행단
  - 비행 제74전대
- 제12비행단
  - 비행 제1전대
  - 비행 제11전대
- 제16비행단
  - 비행 제3전대
  - 비행 제14전대
  - 비행 제75전대
- 제1항공군 교육대
- 제40항공지구사령부
- 제46항공지구사령부
- 제62항공지구사령부
- 제4항공통신사령부
- 제13항공통신연대

## 소속
- 항공총군, 1945년 4월 8일

## 참고
- 秦郁彦 (2005). 《日本陸海軍総合事典》 (일본어) 2판. 東京大学出版会.
- 外山操 (1987).  森松俊夫, 편집. 《帝国陸軍編制総覧》 (일본어). 芙蓉書房出版.
- 木俣滋郎 (1987). 《陸軍航空隊全史》. 航空戦史シリーズ (일본어) 90. 朝日ソノラマ.
- 防衛研修所戦史室 (1976). 《陸軍航空の軍備と運用 大東亜戦争終戦まで》. 戦史叢書 (일본어) 3. 朝雲新聞社.